# Boris Pandža
Boris Pandža  (né le 15 décembre 1986 à Mostar) est un joueur de football possédant la double nationalité bosnienne et croate, mais qui a choisi de représenter la Bosnie-Herzégovine. Il évolue au poste de défenseur pour le Široki Brijeg.

## Carrière en club
En juillet 2010, Pandza est transféré en Belgique au FC Malines afin de combler le départ de Jonas Ivens pour le FC Groningue. À son arrivée, le joueur se décrit comme : « ...un défenseur solide. C’est une de mes principales qualités. Il ne faut pas s’attendre à des frivolités de ma part : je suis un joueur simple et sans fantaisie ».
En août 2012, il signe en faveur d'Arsenal Kiev mais son transfert est annulé à cause d'une grave blessure au genou qui le tient à l'écart des terrains pour plusieurs mois.

## Carrière en sélection
Entre 2005 et 2007, le défenseur porte à 13 reprises le maillot de l'équipe de Bosnie-Herzégovine espoirs, dont il portera d'ailleurs à plusieurs occasions le brassard de capitaine, avec des joueurs du calibre de Edin Džeko, Vedad Ibišević et Sejad Salihović.
Le 18 mars 2007, Boris Pandža reçoit sa première sélection en équipe de Bosnie-Herzégovine à l'occasion d'un match contre la Norvège. Depuis lors, le défenseur est un membre régulier de l'équipe sans pour autant être titulaire.

## Palmarès
- Coupe de Croatie 2010 avec l'Hajduk Split[5].
- Champion de Bosnie-Herzégovine 2006 avec le NK Široki Brijeg.
- Coupe de Bosnie-Herzégovine en 2017